# Bartaz
Bartaz (armeniska: Bardut’agh, Բարդութաղ) är en ort i Azerbajdzjan. Den ligger i distriktet Zängilan, i den södra delen av landet, 300 kilometer sydväst om huvudstaden Baku. Bartaz ligger 689 meter över havet och antalet invånare är 642.
Terrängen runt Bartaz är huvudsakligen kuperad, men västerut är den bergig. Terrängen runt Bartaz sluttar österut. Närmaste större samhälle är Mincivan, 12,7 kilometer öster om Bartaz.
Trakten runt Bartaz består i huvudsak av gräsmarker. Runt Bartaz är det ganska glesbefolkat, med 34 invånare per kvadratkilometer.